# Syncarpiolyma maculata
Syncarpiolyma maculata är en insektsart som beskrevs av Walter Wilson Froggatt 1901. Syncarpiolyma maculata ingår i släktet Syncarpiolyma och familjen rundbladloppor. Inga underarter finns listade i Catalogue of Life.